# Taça de Ouro 1981
Die Taça de Ouro 1981 war die 25. Spielzeit der brasilianischen Fußballmeisterschaft.

## Saisonverlauf
Der Wettbewerb startete am 17. Januar 1981 in seine neue Saison und endete am 3. Mai 1981. Die Meisterschaft wurde vom nationalen Verband CBF ausgerichtet. Am Ende der Saison konnte der Grêmio FBPA aus Porto Alegre seinen ersten Titel feiern.
Nach der Saison wurden wie jedes Jahr Auszeichnungen an die besten Spieler des Jahres vergeben. Der „Goldene Ball“, vergeben von der Sportzeitschrift Placar, ging an Paulo Isidoro von Atlético Mineiro. Torschützenkönig wurde mit 16 Treffern Nunes.

### Teilnehmer
Als Teilnehmer wurden zunächst die 38 besten Mannschaften der Staatsmeisterschaften bestimmt. Vervollständigt wurde die Runde mit den besten zwei Mannschaften der Serie B 1980. Des Weiteren kamen die besten vier Mannschaften des Taça de Prata (zweite Liga) 1981 hinzu, welche aber erst in der zweiten Runde des Wettbewerbs antraten.
6 Teilnehmer aus der Staatsmeisterschaft von São Paulo
- SC Corinthians
- AA Internacional (Limeira)
- AA Ponte Preta
- Associação Portuguesa de Desportos
- FC Santos
- FC São Paulo

5 Teilnehmer aus der Staatsmeisterschaft von Rio de Janeiro
- Bangu AC
- Botafogo FR
- CR Flamengo
- Fluminense FC
- CR Vasco da Gama

2 Teilnehmer aus der Staatsmeisterschaft von Rio Grande do Sul
- Grêmio FBPA
- SC Internacional

2 Teilnehmer aus der Staatsmeisterschaft von Bahia
- Galícia EC
- EC Vitória

2 Teilnehmer aus der Staatsmeisterschaft von Ceará
- Ferroviário AC (CE)
- Fortaleza EC

2 Teilnehmer aus der Staatsmeisterschaft von Goiás
- Goiás EC
- Vila Nova FC

2 Teilnehmer aus der Staatsmeisterschaft von Minas Gerais
- Atlético Mineiro
- Cruzeiro EC

2 Teilnehmer aus der Staatsmeisterschaft von Paraná
- Colorado EC
- EC Pinheiros (PR)

2 Teilnehmer aus der Staatsmeisterschaft von Pernambuco
- Santa Cruz FC
- Sport Recife

1 Teilnehmer aus der Staatsmeisterschaft von Alagoas
- Clube de Regatas Brasil

1 Teilnehmer aus der Staatsmeisterschaft von Amazonas
- Nacional FC (AM)

1 Teilnehmer aus der Distriktmeisterschaft von Brasília
- Brasília FC

1 Teilnehmer aus der Staatsmeisterschaft von Espírito Santo
- Associação Desportiva Ferroviária Vale do Rio Doce

1 Teilnehmer aus der Staatsmeisterschaft von Maranhão
- Sampaio Corrêa FC

1 Teilnehmer aus der Staatsmeisterschaft von Mato Grosso
- Mixto EC

1 Teilnehmer aus der Staatsmeisterschaft von Mato Grosso do Sul
- Operário FC (MS)

1 Teilnehmer aus der Staatsmeisterschaft von Pará
- Paysandu SC

1 Teilnehmer aus der Staatsmeisterschaft von Paraíba
- Campinense Clube

1 Teilnehmer aus der Staatsmeisterschaft von Piauí
- Ríver AC

1 Teilnehmer aus der Staatsmeisterschaft von Rio Grande do Norte
- América FC (RN)

1 Teilnehmer aus der Staatsmeisterschaft von Santa Catarina
- Joinville EC

1 Teilnehmer aus der Staatsmeisterschaft von Sergipe
- AO Itabaiana

Aufsteiger der Taça de Prata 1980
- CS Alagoano
- Londrina EC

Vier Teilnehmer aus Taça de Prata 1981
- EC Bahia
- Náutico Capibaribe
- SE Palmeiras
- Uberaba SC

### Modus
1. Runde:
In den Gruppen A bis D spielten die Mannschaften in Gruppen zu zehnt mit jeweils nur einem Spiel gegeneinander. Die besten sieben einer Gruppe zogen direkt in die nächste Runde ein.
2. Runde:
In den Gruppen E bis L spielten die Mannschaften in Gruppen zu viert mit Hin- und Rückrunde. Die besten zwei einer Gruppe zogen direkt ins Achtelfinale ein.
Finalrunde:
Vom Viertelfinale bis zum Finale wurden alle Spiele in Hin- und Rückspielen ausgetragen.
Gesamttabelle:
Aus den Ergebnissen aller Spiele wurde eine Gesamttabelle gebildet. Diese wird vom nationalen Verband zur Berechnung der ewigen Bestenliste genutzt.

## 1. Runde

### Gruppe A
| Pl. | Verein           | Sp. | S | U | N | Tore    | Diff. | Punkte |
| --- | ---------------- | --- | - | - | - | ------- | ----- | ------ |
| 1.  | CR Vasco da Gama | 9   | 6 | 1 | 2 | 024:900 | +15   | 13     |
| 2.  | AA Ponte Preta   | 9   | 5 | 2 | 2 | 016:120 | +4    | 12     |
| 3.  | Colorado EC      | 9   | 4 | 4 | 1 | 008:400 | +4    | 12     |
| 4.  | Bangu AC         | 9   | 4 | 3 | 2 | 018:900 | +9    | 11     |
| 5.  | SC Internacional | 9   | 3 | 4 | 2 | 008:800 | ±0    | 10     |
| 6.  | AA Internacional | 9   | 3 | 3 | 3 | 007:110 | −4    | 09     |
| 7.  | EC Vitória       | 9   | 3 | 2 | 4 | 010:120 | −2    | 08     |
| 8.  | Joinville EC     | 9   | 2 | 2 | 5 | 005:110 | −6    | 06     |
| 9.  | Vila Nova FC     | 9   | 2 | 1 | 6 | 008:160 | −8    | 05     |
| 10. | Londrina EC      | 9   | 2 | 0 | 7 | 005:170 | −12   | 04     |

### Gruppe B
| Pl. | Verein                 | Sp. | S | U | N | Tore    | Diff. | Punkte |
| --- | ---------------------- | --- | - | - | - | ------- | ----- | ------ |
| 1.  | Portuguesa             | 9   | 6 | 2 | 1 | 013:700 | +6    | 14     |
| 2.  | Operário FC (MS)       | 9   | 5 | 1 | 3 | 011:800 | +3    | 11     |
| 3.  | Goiás EC               | 9   | 4 | 3 | 2 | 010:600 | +4    | 11     |
| 4.  | Grêmio FBPA            | 9   | 4 | 2 | 3 | 011:900 | +2    | 10     |
| 5.  | SC Corinthians         | 9   | 4 | 2 | 3 | 010:800 | +2    | 10     |
| 6.  | Galícia EC             | 9   | 4 | 1 | 4 | 010:100 | ±0    | 09     |
| 7.  | Botafogo FR            | 9   | 4 | 1 | 4 | 015:120 | +3    | 09     |
| 8.  | EC Pinheiros (PR)      | 9   | 1 | 6 | 2 | 009:110 | −2    | 08     |
| 9.  | Brasília FC            | 9   | 2 | 2 | 5 | 010:150 | −5    | 06     |
| 10. | Desportiva Ferroviária | 9   | 0 | 2 | 7 | 004:170 | −13   | 02     |

### Gruppe C
Die Entscheidungen zwischen Platz sechs bis acht sowie zwischen neun und zehn, wurde nicht aufgrund des Torverhältnisses entschieden, sondern auf Grundlage des direkten Vergleiches zwischen den Mannschaften.
| Pl. | Verein              | Sp. | S | U | N | Tore    | Diff. | Punkte |
| --- | ------------------- | --- | - | - | - | ------- | ----- | ------ |
| 1.  | FC São Paulo        | 9   | 4 | 5 | 0 | 013:500 | +8    | 13     |
| 2.  | Sport Recife        | 9   | 4 | 4 | 1 | 010:800 | +2    | 12     |
| 3.  | Ferroviário AC (CE) | 9   | 4 | 3 | 2 | 014:110 | +3    | 11     |
| 4.  | Fluminense FC       | 9   | 4 | 1 | 4 | 016:150 | +1    | 09     |
| 5.  | Atlético Mineiro    | 9   | 3 | 3 | 3 | 013:800 | +5    | 09     |
| 6.  | Mixto EC            | 9   | 3 | 2 | 4 | 011:150 | −4    | 08     |
| 7.  | CS Alagoano         | 9   | 3 | 2 | 4 | 009:150 | −6    | 08     |
| 8.  | América FC (RN)     | 9   | 3 | 2 | 4 | 016:170 | −1    | 08     |
| 9.  | Campinense Clube    | 9   | 2 | 2 | 5 | 010:110 | −1    | 06     |
| 10. | Ríver AC            | 9   | 2 | 2 | 5 | 007:140 | −7    | 06     |

### Gruppe D
Die Entscheidung um Platz vier und fünf fiel nicht aufgrund des Torverhältnisses, sondern auf Grundlage des direkten Vergleiches.
| Pl. | Verein                  | Sp. | S | U | N | Tore    | Diff. | Punkte |
| --- | ----------------------- | --- | - | - | - | ------- | ----- | ------ |
| 1.  | FC Santos               | 9   | 6 | 3 | 0 | 019:400 | +15   | 15     |
| 2.  | CR Flamengo (M)         | 9   | 5 | 3 | 1 | 018:700 | +11   | 13     |
| 3.  | Santa Cruz FC           | 9   | 4 | 4 | 1 | 016:900 | +7    | 12     |
| 4.  | Nacional FC (AM)        | 9   | 4 | 3 | 2 | 007:600 | +1    | 11     |
| 5.  | Cruzeiro EC             | 9   | 4 | 3 | 2 | 011:700 | +4    | 11     |
| 6.  | Paysandu SC             | 9   | 3 | 2 | 4 | 012:120 | ±0    | 08     |
| 7.  | Fortaleza EC            | 9   | 2 | 3 | 4 | 009:160 | −7    | 07     |
| 8.  | Clube de Regatas Brasil | 9   | 2 | 2 | 5 | 011:160 | −5    | 06     |
| 9.  | Sampaio Corrêa FC       | 9   | 1 | 3 | 5 | 004:150 | −11   | 05     |
| 10. | AO Itabaiana            | 9   | 1 | 0 | 8 | 004:150 | −11   | 02     |

| (M) | Meister des Vorjahres |

## 2. Runde
Neben den direkt qualifizierten Mannschaften und den Qualifikanten aus der Ausscheidungsrunde, vervollständigen die vier Teilnehmer aus Taça de Prata 1981 das Feld: EC Bahia, Náutico Capibaribe, SE Palmeiras, Uberaba SC.

### Gruppe E
| Pl. | Verein           | Sp. | S | U | N | Tore    | Diff. | Punkte |
| --- | ---------------- | --- | - | - | - | ------- | ----- | ------ |
| 1.  | CR Vasco da Gama | 6   | 4 | 2 | 0 | 013:500 | +8    | 10     |
| 2.  | CS Alagoano      | 6   | 3 | 2 | 1 | 013:500 | +8    | 08     |
| 3.  | Nacional FC (AM) | 6   | 2 | 0 | 4 | 007:110 | −4    | 04     |
| 4.  | Galícia EC       | 6   | 1 | 0 | 5 | 005:170 | −12   | 02     |

### Gruppe F
| Pl. | Verein         | Sp. | S | U | N | Tore    | Diff. | Punkte |
| --- | -------------- | --- | - | - | - | ------- | ----- | ------ |
| 1.  | AA Ponte Preta | 6   | 3 | 3 | 0 | 010:600 | +4    | 09     |
| 2.  | EC Bahia       | 6   | 3 | 1 | 2 | 010:600 | +4    | 07     |
| 3.  | Santa Cruz FC  | 6   | 3 | 1 | 2 | 012:100 | +2    | 07     |
| 4.  | SC Corinthians | 6   | 0 | 1 | 5 | 004:140 | −10   | 01     |

### Gruppe G
| Pl. | Verein        | Sp. | S | U | N | Tore    | Diff. | Punkte |
| --- | ------------- | --- | - | - | - | ------- | ----- | ------ |
| 1.  | EC Vitória    | 6   | 3 | 2 | 1 | 006:400 | +2    | 08     |
| 2.  | Fluminense FC | 6   | 2 | 3 | 1 | 012:600 | +6    | 07     |
| 3.  | Portuguesa    | 6   | 1 | 4 | 1 | 006:600 | ±0    | 06     |
| 4.  | Paysandu SC   | 6   | 0 | 3 | 3 | 003:110 | −8    | 03     |

### Gruppe H
| Pl. | Verein              | Sp. | S | U | N | Tore    | Diff. | Punkte |
| --- | ------------------- | --- | - | - | - | ------- | ----- | ------ |
| 1.  | Operário FC (MS)    | 6   | 5 | 0 | 1 | 016:500 | +11   | 10     |
| 2.  | Náutico Capibaribe  | 6   | 4 | 0 | 2 | 011:500 | +6    | 08     |
| 3.  | Cruzeiro EC         | 6   | 3 | 0 | 3 | 009:130 | −4    | 06     |
| 4.  | Ferroviário AC (CE) | 6   | 0 | 0 | 6 | 003:160 | −13   | 0      |

### Gruppe I
| Pl. | Verein           | Sp. | S | U | N | Tore    | Diff. | Punkte |
| --- | ---------------- | --- | - | - | - | ------- | ----- | ------ |
| 1.  | FC São Paulo     | 6   | 4 | 1 | 1 | 008:300 | +5    | 09     |
| 2.  | Grêmio FBPA      | 6   | 4 | 0 | 2 | 009:600 | +3    | 08     |
| 3.  | AA Internacional | 6   | 2 | 2 | 2 | 012:700 | +5    | 06     |
| 4.  | Fortaleza EC     | 6   | 0 | 1 | 5 | 002:150 | −13   | 01     |

### Gruppe J
| Pl. | Verein           | Sp. | S | U | N | Tore    | Diff. | Punkte |
| --- | ---------------- | --- | - | - | - | ------- | ----- | ------ |
| 1.  | SC Internacional | 6   | 3 | 3 | 0 | 010:200 | +8    | 09     |
| 2.  | Sport Recife     | 6   | 2 | 3 | 1 | 009:400 | +5    | 07     |
| 3.  | SE Palmeiras     | 6   | 3 | 0 | 3 | 007:110 | −4    | 06     |
| 4.  | Goiás EC         | 6   | 0 | 2 | 4 | 001:100 | −9    | 02     |

### Gruppe K
| Pl. | Verein      | Sp. | S | U | N | Tore    | Diff. | Punkte |
| --- | ----------- | --- | - | - | - | ------- | ----- | ------ |
| 1.  | Botafogo FR | 6   | 3 | 3 | 0 | 010:400 | +6    | 09     |
| 2.  | FC Santos   | 6   | 2 | 3 | 1 | 007:400 | +3    | 07     |
| 3.  | Bangu AC    | 6   | 2 | 1 | 3 | 006:100 | −4    | 05     |
| 4.  | Mixto EC    | 6   | 0 | 3 | 3 | 004:900 | −5    | 03     |

### Gruppe L
| Pl. | Verein           | Sp. | S | U | N | Tore    | Diff. | Punkte |
| --- | ---------------- | --- | - | - | - | ------- | ----- | ------ |
| 1.  | CR Flamengo      | 6   | 3 | 2 | 1 | 009:900 | ±0    | 08     |
| 2.  | Atlético Mineiro | 6   | 2 | 3 | 1 | 008:500 | +3    | 07     |
| 3.  | Colorado EC      | 6   | 1 | 3 | 2 | 008:700 | +1    | 05     |
| 4.  | Uberaba SC       | 6   | 0 | 4 | 2 | 005:900 | −4    | 04     |

## Achtelfinale
|                    | Gesamt |                  | Hinspiel | Rückspiel |
| ------------------ | ------ | ---------------- | -------- | --------- |
| EC Bahia           | 0:2    | CR Flamengo      | 0:0      | 0:2       |
| Sport Recife       | 1:3    | Operário FC (MS) | 0:0      | 1:3       |
| FC Santos          | 1:4    | FC São Paulo     | 0:2      | 1:2       |
| Náutico Capibaribe | 1:2    | AA Ponte Preta   | 0:0      | 1:2       |
| Fluminense FC      | 3:4    | CR Vasco da Gama | 0:2      | 3:2       |
| EC Vitória         | 2:3    | Grêmio FBPA      | 2:1      | 0:2       |
| Atlético Mineiro   | 1:2    | SC Internacional | 0:1      | 1:1       |
| CS Alagoano        | 0:2    | Botafogo FR      | 0:0      | 0:2       |

## Viertelfinale
Nach Gleichstand in Hin- und Rückstand zwischen dem CR Vasco da Gama und dem AA Ponte Preta, zog der AA Ponte Preta aufgrund der besseren Performance im Achtelfinale ins Halbfinale ein.
|                  | Gesamt |                  | Hinspiel | Rückspiel |
| ---------------- | ------ | ---------------- | -------- | --------- |
| CR Vasco da Gama | 0:0    | AA Ponte Preta   | 0:0      | 0:0       |
| Grêmio FBPA      | 3:0    | Operário FC (MS) | 2:0      | 1:0       |
| SC Internacional | 0:3    | FC São Paulo     | 0:1      | 0:2       |
| CR Flamengo      | 1:3    | Botafogo FR      | 0:0      | 1:3       |

## Halbfinale
Nach Gleichstand in Hin- und Rückstand in beiden Halbfinals, kamen der FC São Paulo und Grêmio FBPA, aufgrund der besseren Performance im Viertelfinale ins Halbfinale ein.
|                | Gesamt |              | Hinspiel | Rückspiel |
| -------------- | ------ | ------------ | -------- | --------- |
| Botafogo FR    | 3:3    | FC São Paulo | 1:0      | 2:3       |
| AA Ponte Preta | 3:3    | Grêmio FBPA  | 2:3      | 1:0       |

## Finale

### Hinspiel
| Grêmio FBPA                                                  | Grêmio FBPA | FC São Paulo | FC São Paulo |
| ------------------------------------------------------------ | --- | --- | ------------ |
| Grêmio FBPA                                                  | \| 30. April 1981 in Porto Alegre (Estádio Olímpico Monumental) \| \| Ergebnis: 2:1 (0:1) \| \| Zuschauer: 61.585 \| \| Schiedsrichter: Arnaldo Cézar Coelho \|      | \| 30. April 1981 in Porto Alegre (Estádio Olímpico Monumental) \| \| Ergebnis: 2:1 (0:1) \| \| Zuschauer: 61.585 \| \| Schiedsrichter: Arnaldo Cézar Coelho \|         | FC São Paulo |
| Grêmio FBPA                                                  | Émerson Leão (Remi), Uchoa, Newmar, Hugo de León, Casemiro Mior, China (Renato Sá), Paulo Isidoro, Vílson Taddei, Tarciso, Baltazar, Odair Cheftrainer: Ênio Andrade | Valdir Peres, Getúlio, Oscar, Darío Pereyra, Marinho Chagas, Almir, Renato (Assis), Everton, Paulo César, Serginho Chulapa, Zé Sérgio Cheftrainer: Carlos Alberto Silva | FC São Paulo |
| Grêmio FBPA                                                  | 1:1 Paulo Isidoro (55.) 2:1 Paulo Isidoro (69.) | 1:0 Serginho Chulapa (39.) | FC São Paulo |
| Grêmio FBPA                                                  | Uchoa | Valdir Peres, Marinho Chagas | FC São Paulo |
| 30. April 1981 in Porto Alegre (Estádio Olímpico Monumental) | | |              |
| Ergebnis: 2:1 (0:1)                                          | | |              |
| Zuschauer: 61.585                                            | | |              |
| Schiedsrichter: Arnaldo Cézar Coelho                         | | |              |

### Rückspiel
| FC São Paulo                                  | FC São Paulo | Grêmio FBPA | Grêmio FBPA |
| --------------------------------------------- | --- | --- | ----------- |
| FC São Paulo                                  | \| 3. Mai 1981 in São Paulo (Estádio do Morumbi) \| \| Ergebnis: 0:1 (0:0) \| \| Zuschauer: 95.106 \| \| Schiedsrichter: José Roberto Wright \|                         | \| 3. Mai 1981 in São Paulo (Estádio do Morumbi) \| \| Ergebnis: 0:1 (0:0) \| \| Zuschauer: 95.106 \| \| Schiedsrichter: José Roberto Wright \|                                  | Grêmio FBPA |
| FC São Paulo                                  | Valdir Peres, Getúlio, Oscar, Darío Pereyra, Marinho Chagas, Élvio, Renato, Everton (Assis), Paulo César, Serginho Chulapa, Zé Sérgio Cheftrainer: Carlos Alberto Silva | Émerson Leão, Paulo Roberto, Newmar, Hugo de León, Casemiro Mior, China, Paulo Isidoro, Vílson Taddei (Jurandir), Tarciso, Baltazar, Odair (Renato Sá) Cheftrainer: Ênio Andrade | Grêmio FBPA |
| FC São Paulo                                  | 0:1 Baltazar (64.) | | Grêmio FBPA |
| FC São Paulo                                  | Pereyra, Everton, Paulo César | China | Grêmio FBPA |
| FC São Paulo                                  | Serginho Chulapa (88.) | | Grêmio FBPA |
| 3. Mai 1981 in São Paulo (Estádio do Morumbi) | | |             |
| Ergebnis: 0:1 (0:0)                           | | |             |
| Zuschauer: 95.106                             | | |             |
| Schiedsrichter: José Roberto Wright           | | |             |

## Abschlusstabelle
Die Tabelle diente lediglich zur Feststellung der Platzierung der einzelnen Mannschaften in der Saison. Sie setzt sich zusammen aus allen ausgetragenen Spielen. In der Sortierung hat das Erreichen der jeweiligen Finalphase Vorrang vor den erzielten Punkten. Die Spiele aus der Ausscheidungsrunde fanden keine Berücksichtigung.
| Pl. | Verein                     | Sp. | S  | U | N | Tore    | Diff. | Punkte |
| --- | -------------------------- | --- | -- | - | - | ------- | ----- | ------ |
| 1.  | Grêmio FBPA                | 23  | 14 | 2 | 7 | 032:210 | +11   | 30     |
| 2.  | FC São Paulo               | 23  | 13 | 6 | 4 | 032:150 | +17   | 32     |
| 3.  | AA Ponte Preta             | 21  | 10 | 8 | 3 | 031:220 | +9    | 28     |
| 4.  | Botafogo FR                | 21  | 10 | 6 | 5 | 033:200 | +13   | 26     |
| 5.  | CR Vasco da Gama           | 19  | 11 | 5 | 3 | 041:170 | +24   | 27     |
| 6.  | CR Flamengo (M)            | 19  | 9  | 7 | 3 | 030:190 | +11   | 25     |
| 7.  | Operário FC (MS)           | 19  | 11 | 2 | 6 | 030:170 | +13   | 24     |
| 8.  | SC Internacional           | 19  | 7  | 8 | 4 | 020:140 | +6    | 22     |
| 9.  | FC Santos                  | 17  | 8  | 6 | 3 | 027:120 | +15   | 22     |
| 10. | Sport Recife               | 17  | 6  | 8 | 3 | 020:150 | +5    | 20     |
| 11. | Fluminense FC              | 17  | 7  | 4 | 6 | 031:250 | +6    | 18     |
| 12. | EC Vitória                 | 17  | 7  | 4 | 6 | 018:190 | −1    | 18     |
| 13. | CS Alagoano                | 17  | 6  | 5 | 6 | 022:220 | ±0    | 17     |
| 14. | Atlético Mineiro           | 17  | 5  | 7 | 5 | 022:150 | +7    | 17     |
| 15. | Náutico Capibaribe         | 8   | 4  | 1 | 3 | 012:700 | +5    | 09     |
| 16. | EC Bahia                   | 8   | 3  | 2 | 3 | 008:100 | −2    | 08     |
| 17. | Portuguesa                 | 15  | 7  | 6 | 2 | 019:130 | +6    | 20     |
| 18. | Santa Cruz FC              | 15  | 7  | 5 | 3 | 028:190 | +9    | 19     |
| 19. | Cruzeiro EC                | 15  | 7  | 3 | 5 | 020:200 | ±0    | 17     |
| 20. | Colorado EC                | 15  | 5  | 7 | 3 | 016:110 | +5    | 17     |
| 21. | Bangu AC                   | 15  | 6  | 4 | 5 | 024:190 | +5    | 16     |
| 22. | Nacional FC (AM)           | 15  | 6  | 3 | 6 | 014:170 | −3    | 15     |
| 23. | AA Internacional (Limeira) | 15  | 5  | 5 | 5 | 019:180 | +1    | 15     |
| 24. | Goiás EC                   | 15  | 4  | 5 | 6 | 011:160 | −5    | 13     |
| 25. | Galícia EC                 | 15  | 5  | 1 | 9 | 015:270 | −12   | 11     |
| 26. | SC Corinthians             | 15  | 4  | 3 | 8 | 014:220 | −8    | 11     |
| 27. | Ferroviário AC (CE)        | 15  | 4  | 3 | 8 | 017:270 | −10   | 11     |
| 28. | Paysandu SC                | 15  | 3  | 5 | 7 | 015:230 | −8    | 11     |
| 29. | Mixto EC                   | 15  | 3  | 5 | 7 | 015:240 | −9    | 11     |
| 30. | Fortaleza EC               | 15  | 2  | 4 | 9 | 011:310 | −20   | 08     |
| 31. | SE Palmeiras               | 6   | 3  | 0 | 3 | 007:110 | −4    | 06     |
| 32. | Uberaba SC                 | 6   | 0  | 4 | 2 | 005:900 | −4    | 04     |
| 33. | América FC (RN)            | 9   | 3  | 2 | 4 | 016:170 | −1    | 08     |
| 34. | EC Pinheiros (PR)          | 9   | 1  | 6 | 2 | 009:110 | −2    | 08     |
| 35. | Campinense Clube           | 9   | 2  | 2 | 5 | 010:110 | −1    | 06     |
| 36. | Clube de Regatas Brasil    | 9   | 2  | 2 | 5 | 011:160 | −5    | 06     |
| 37. | Brasília FC                | 9   | 2  | 2 | 5 | 010:150 | −5    | 06     |
| 38. | Joinville EC               | 9   | 2  | 2 | 5 | 005:110 | −6    | 06     |
| 39. | Ríver AC                   | 9   | 2  | 2 | 5 | 007:140 | −7    | 06     |
| 40. | Vila Nova FC               | 9   | 2  | 1 | 6 | 008:160 | −8    | 05     |
| 41. | Sampaio Corrêa FC          | 9   | 1  | 3 | 5 | 004:150 | −11   | 05     |
| 42. | Londrina EC                | 9   | 2  | 0 | 7 | 005:170 | −12   | 04     |
| 43. | AO Itabaiana               | 9   | 1  | 0 | 8 | 004:190 | −15   | 02     |
| 44. | Desportiva Ferroviária     | 9   | 1  | 0 | 8 | 004:190 | −15   | 02     |

| (M) | Meister des Vorjahres |